# Slaget vid Rosslau
Slaget vid Rosslau (Dessau) var ett slag under Sjätte koalitionskriget. Slaget stod mellan svenska och franska styrkor den 29 september 1813 vid Rosslau.

## Bakgrund
Under de allierade operationerna mot Napoleon år 1813 nådde nordarmén under kronprins Karl Johan i september Dessau. För att hindra de allierade styrkorna från en offensiv över Elbe fick Michel Ney order om att återerövra staden och han marscherade därför norrut. Den 27 september återockuperades Dessau utan strid efter att de allierade retirerade till sina broskansar vid Rosslau bakom Elbe. Mindre stridande skedde sedan mellan Dessau och Rosslau, dock utan resultat.

## Slaget
Den 29 samma månad avancerade Ney med en betydande styrka från Oranienbaum mot den vänstra allierade flanken. Där stod en mindre svensk avdelning under befäl av Johan August Sandels, vars främre förposter klockan 05:30 överrumplades av ett franskt anfall. Klockan 07:30 drevs till slut de svenska soldaterna in bakom broskansarna medan artillerielden ökade. Sandels hade order om att inte inlåta sig i något stridande med fienden, men han avancerade trots detta själv ut från försvarslinjen med en bataljon ur Skaraborgs regemente under befäl av Gustaf von Knorring. Tillsammans med dessa följde även värmländska jägare, som redan deltagit i morgonens strider. De svenska soldaterna stannade först när de var mellan 30 och 35 meter från fienden. Från detta avstånd avlossades en salva från alla tre leden, vilket omedelbart nermejade stora delar av de franska bataljonerna. Till följd av detta retirerade de franska avdelningarna till en skog öster om broskansarna. Striden där blev så intensiv att många svenska soldaters ammunition tog slut och musköterna blev så heta att de inte kunde vidröras. Från Skaraborg regemente anlände två bataljoner till för att stödja den första och kort därefter beordrades ett bajonettanfall mot den franska linjen, vilket drev de franska bataljonerna längre in i skogen. En brutal strid med bajonett följde, men efter att de franska soldaterna hårdnade sitt motstånd gick de till motanfall och tvingade svenskarna ur skogen. Samtidigt anlände från Älvsborgs regemente en bataljon till den svenska linjen. Snart kunde det franska artilleriet dock skjuta den svenska linjen från siden, efter vilket de svenska soldaterna verkställde en ordnad reträtt tillbaka till broskansarna. Jägare från båda sidor fortsatte sedan stridandet i några timmar fram till 13:00. Eftersom anfallet hade misslyckats förde Ney därefter en mer defensiv krigföring omkring Dessau.